# Wereldkampioenschappen mountainbike marathon
De wereldkampioenschappen mountainbike marathon worden sinds 2003 jaarlijks georganiseerd door de Internationale Wielrenunie (UCI). Het marathon WK wordt in principe los georganiseerd van de wereldkampioenschappen mountainbike.

## Edities
| Editie | Jaar | Land                | Plaats                            | Datum        | Categorieën | Categorieën | Winnaar medaillespiegel  |
| Editie | Jaar | Land                | Plaats                            | Datum        | ME          | VE          | Winnaar medaillespiegel  |
| ------ | ---- | ------------------- | --------------------------------- | ------------ | ----------- | ----------- | ------------------------ |
| 26     | 2028 | Zuid-Afrika         | Kaapstad                          |              | X           | X           |                          |
| 25     | 2027 | Frankrijk           | Haute-Savoie                      |              | X           | X           |                          |
| 24     | 2026 | Italië              | Primiero San Martino di Castrozza | 12 september | X           | X           |                          |
| 23     | 2025 | Zwitserland         | Wallis (kanton)                   |              | X           | X           |                          |
| 22     | 2024 | Verenigde Staten    | Snowshoe                          | 22 september | X           | X           | Denemarken, Oostenrijk   |
| 21     | 2023 | Verenigd Koninkrijk | Glasgow                           | 6 augustus   | X           | X           | Brazilië, Oostenrijk     |
| 20     | 2022 | Denemarken          | Haderslev                         | 17 september | X           | X           | Nieuw-Zeeland, Frankrijk |
| 19     | 2021 | Italië              | Elba                              | 2 oktober    | X           | X           | Duitsland, Oostenrijk    |
| 18     | 2020 | Turkije             | Sakarya                           | 25 september | X           | X           | Zwitserland              |
| 17     | 2019 | Zwitserland         | Grächen                           | 21 september | X           | X           | Colombia, Frankrijk      |
| 16     | 2018 | Italië              | Auronzo di Cadore                 | 15 september | X           | X           | Brazilië, Denemarken     |
| 15     | 2017 | Duitsland           | Singen                            | 25 juni      | X           | X           | Oostenrijk               |
| 14     | 2016 | Frankrijk           | Laissac                           | 26 juni      | X           | X           | Portugal, Zwitserland    |
| 13     | 2015 | Italië              | Val Gardena                       | 28 juni      | X           | X           | Oostenrijk, Noorwegen    |
| 12     | 2014 | Zuid-Afrika         | Pietermaritzburg                  | 29 juni      | X           | X           | Tsjechië                 |
| 11     | 2013 | Oostenrijk          | Kirchberg                         | 29 juni      | X           | X           | Zwitserland              |
| 10     | 2012 | Frankrijk           | Ornans                            | 7 oktober    | X           | X           | Griekenland, Denemarken  |
| 9      | 2011 | Italië              | Montebelluna                      | 26 juni      | X           | X           | Zwitserland              |
| 8      | 2010 | Duitsland           | St Wendel                         | 8 augustus   | X           | X           | Australië, Zwitserland   |
| 7      | 2009 | Oostenrijk          | Stattegg (Graz)                   | 23 augustus  | X           | X           | Duitsland, België        |
| 6      | 2008 | Italië              | Villabassa                        | 5 juli       | X           | X           | Noorwegen, België        |
| 5      | 2007 | België              | Verviers                          | 12 augustus  | X           | X           | Zwitserland              |
| 4      | 2006 | Frankrijk           | Oisans                            | 13 augustus  | X           | X           | Zwitserland              |
| 3      | 2005 | Noorwegen           | Lillehammer                       | 20 augustus  | X           | X           | Zwitserland              |
| 2      | 2004 | Oostenrijk          | Bad Goisern                       | 11 juli      | X           | X           | Italië, Noorwegen        |
| 1      | 2003 | Zwitserland         | Lugano                            | 31 augustus  | X           | X           | Polen                    |
| Editie | Jaar | Land                | Plaats                            | Datum        | ME          | WE          | Winnaar medaillespiegel  |
| Editie | Jaar | Land                | Plaats                            | Datum        | Categorieën |             | Winnaar medaillespiegel  |

## Mannen
| Jaar | Plaats            | Goud                | Zilver              | Brons            |
| 2024 | Snowshoe          | Simon Andreassen    | Christopher Blevins | David Valero     |
| 2023 | Glasgow           | Henrique Avancini   | Martin Stošek       | Lukas Baum       |
| 2022 | Haderslev         | Samuel Gaze         | Andreas Seewald     | Simon Andreassen |
| 2021 | Elba              | Andreas Seewald     | Diego Arias         | José Dias        |
| 2020 | Sakarya           | Leonardo Páez       | Tiago Ferreira      | Martin Stosek    |
| 2019 | Grächen           | Leonardo Páez       | Kristian Hynek      | Samuele Porro    |
| 2018 | Auronzo di Cadore | Henrique Avancini   | Daniel Geismayr     | Leonardo Páez    |
| 2017 | Singen            | Alban Lakata        | Tiago Ferreira      | Daniel Geismayr  |
| 2016 | Laissac           | Tiago Ferreira      | Alban Lakata        | Kristian Hynek   |
| 2015 | Val Gardena       | Alban Lakata        | Christoph Sauser    | Leonardo Páez    |
| 2014 | Pietermaritzburg  | Jaroslav Kulhavý    | Alban Lakata        | Christoph Sauser |
| 2013 | Kirchberg         | Christoph Sauser    | Alban Lakata        | Leonardo Páez    |
| 2012 | Ornans            | Periklis Ilias      | Moritz Milatz       | Kristian Hynek   |
| 2011 | Montebelluna      | Christoph Sauser    | Jaroslav Kulhavý    | Mirko Celestino  |
| 2010 | St Wendel         | Alban Lakata        | Mirko Celestino     | Burry Stander    |
| 2009 | Graz              | Roel Paulissen      | Alban Lakata        | Christoph Sauser |
| 2008 | Villabassa        | Roel Paulissen      | Christoph Sauser    | Urs Huber        |
| 2007 | Verviers          | Christoph Sauser    | Roel Paulissen      | Thomas Dietsch   |
| 2006 | Oisans            | Ralph Näf           | Leonardo Páez       | Roel Paulissen   |
| 2005 | Lillehammer       | Thomas Frischknecht | Bart Brentjens      | Dario Acquaroli  |
| 2004 | Bad Goisern       | Massimo Debertolis  | Thomas Dietsch      | Bart Brentjens   |
| 2003 | Lugano            | Thomas Frischknecht | Bart Brentjens      | Carsten Bresser  |

### Meervoudige winnaars
| Overwinningen | Renner              | Land        | Jaren            |
| ------------- | ------------------- | ----------- | ---------------- |
| 3             | Christoph Sauser    | Zwitserland | 2007, 2011, 2013 |
| 3             | Alban Lakata        | Oostenrijk  | 2010, 2015, 2017 |
| 2             | Thomas Frischknecht | Zwitserland | 2003, 2005       |
| 2             | Roel Paulissen      | België      | 2008, 2009       |
| 2             | Leonardo Páez       | Colombia    | 2019, 2020       |
| 2             | Henrique Avancini   | Brazilië    | 2018, 2023       |

### Overwinningen per land
| Land          | Aantal |
| ------------- | ------ |
| Zwitserland   | 6      |
| Oostenrijk    | 3      |
| België        | 2      |
| Colombia      | 2      |
| Nieuw-Zeeland | 2      |
| Brazilië      | 1      |
| Duitsland     | 1      |
| Griekenland   | 1      |
| Italië        | 1      |
| Portugal      | 1      |
| Tsjechië      | 1      |
| Denemarken    | 1      |

## Vrouwen
| Jaar | Plaats            | Goud                   | Zilver                 | Brons                  |
| 2024 | Snowshoe          | Mona Mitterwallner     | Sina Frei              | Candice Lill           |
| 2023 | Glasgow           | Mona Mitterwallner     | Candice Lill           | Adelheid Morath        |
| 2022 | Haderslev         | Pauline Ferrand-Prévot | Annie Last             | Jolanda Neff           |
| 2021 | Elba              | Mona Mitterwallner     | Maja Włoszczowska      | Natalia Fischer        |
| 2020 | Sakarya           | Ramona Forchini        | Maja Włoszczowska      | Ariane Lüthi           |
| 2019 | Grächen           | Pauline Ferrand-Prévot | Blaža Pintarič         | Robyn de Groot         |
| 2018 | Auronzo di Cadore | Annika Langvad         | Christina Kollmann     | Maja Włoszczowska      |
| 2017 | Singen            | Annika Langvad         | Sabine Spitz           | Gunn-Rita Dahle Flesjå |
| 2016 | Laissac           | Jolanda Neff           | Sally Bigham           | Sabrina Enaux          |
| 2015 | Val Gardena       | Gunn-Rita Dahle Flesjå | Annika Langvad         | Sabine Spitz           |
| 2014 | Pietermaritzburg  | Annika Langvad         | Sabine Spitz           | Tereza Huřiková        |
| 2013 | Kirchberg         | Gunn-Rita Dahle Flesjå | Sally Bigham           | Esther Süss            |
| 2012 | Ornans            | Annika Langvad         | Gunn-Rita Dahle Flesjå | Esther Süss            |
| 2011 | Montebelluna      | Annika Langvad         | Sabine Spitz           | Esther Süss            |
| 2010 | St Wendel         | Esther Süss            | Sabine Spitz           | Annika Langvad         |
| 2009 | Graz              | Sabine Spitz           | Esther Süss            | Petra Henzi            |
| 2008 | Villabassa        | Gunn-Rita Dahle Flesjå | Sabine Spitz           | Pia Sundstedt          |
| 2007 | Verviers          | Petra Henzi            | Sabine Spitz           | Pia Sundstedt          |
| 2006 | Oisans            | Gunn-Rita Dahle Flesjå | Petra Henzi            | Elsbeth van Rooy-Vink  |
| 2005 | Lillehammer       | Gunn-Rita Dahle Flesjå | Blaža Klemenčič        | Petra Henzi            |
| 2004 | Bad Goisern       | Gunn-Rita Dahle Flesjå | Irina Kalentjeva       | Blaža Klemenčič        |
| 2003 | Lugano            | Maja Włoszczowska      | Magdalena Sadlecka     | Sandra Klose           |

### Meervoudige winnaars
| Overwinningen | Renster                | Land       | Jaren                              |
| ------------- | ---------------------- | ---------- | ---------------------------------- |
| 6             | Gunn-Rita Dahle Flesjå | Noorwegen  | 2004, 2005, 2006, 2008, 2013, 2015 |
| 5             | Annika Langvad         | Denemarken | 2011, 2012, 2014, 2017, 2018       |
| 3             | Mona Mitterwallner     | Oostenrijk | 2021, 2023, 2024                   |
| 2             | Pauline Ferrand-Prévot | Frankrijk  | 2019, 2022                         |

### Overwinningen per land
| Land        | Aantal |
| ----------- | ------ |
| Noorwegen   | 6      |
| Denemarken  | 5      |
| Zwitserland | 4      |
| Oostenrijk  | 3      |
| Frankrijk   | 2      |
| Duitsland   | 1      |
| Polen       | 1      |

## Medaillespiegel
| Plaats | Land                | Goud | Zilver | Brons | Totaal |
| ------ | ------------------- | ---- | ------ | ----- | ------ |
| 1      | Zwitserland         | 10   | 5      | 10    | 25     |
| 2      | Oostenrijk          | 6    | 6      | 1     | 13     |
| 3      | Denemarken          | 6    | 1      | 2     | 9      |
| 4      | Noorwegen           | 6    | 1      | 1     | 8      |
| 5      | Duitsland           | 2    | 8      | 5     | 15     |
| 6      | Colombia            | 2    | 2      | 3     | 7      |
| 7      | Frankrijk           | 2    | 1      | 2     | 5      |
| 8      | België              | 2    | 1      | 1     | 4      |
| 9      | Brazilië            | 2    | 0      | 0     | 2      |
| 10     | Polen               | 1    | 3      | 1     | 5      |
| 11     | Tsjechië            | 1    | 3      | 4     | 8      |
| 12     | Polen               | 1    | 2      | 1     | 4      |
| 13     | Italië              | 1    | 1      | 3     | 5      |
| 14     | Griekenland         | 1    | 0      | 0     | 1      |
| 14     | Nieuw-Zeeland       | 1    | 0      | 0     | 1      |
| 16     | Verenigd Koninkrijk | 0    | 3      | 0     | 3      |
| 17     | Nederland           | 0    | 2      | 2     | 4      |
| 18     | Slovenië            | 0    | 2      | 1     | 3      |
| 19     | Zuid-Afrika         | 0    | 1      | 3     | 4      |
| 20     | Rusland             | 0    | 1      | 0     | 1      |
| 20     | Rusland             | 0    | 1      | 0     | 1      |
| 22     | Finland             | 0    | 0      | 2     | 2      |
| 22     | Spanje              | 0    | 0      | 2     | 2      |
| Totaal | Totaal              | 44   | 44     | 44    | 132    |

Bijgewerkt t/m WK 2024

## Organisatie
De organisatie van het WK wielrennen is een honorarium verschuldigd aan de UCI, om het wereldkampioenschap te mogen organiseren. Voor de edities van 2025 en 2026 bedraagt het honorarium CHF 135.000 per editie + CHF 10,- per deelnemer. Voor de edities van 2028, 2029 en 2030 bedraagt de fee CHF 150.000 per editie + CHF 10,- per deelnemer. De editie van 2027 is onderdeel van het 'Super-WK wielrennen' en kent daarom geen apart honorarium.